# Volcà Alcedo
L'Alcedo, també anomenat Calderón és un dels sis volcans en escut que hi ha a l'illa Isabela a les Galápagos.

## Geologia
Es creu que el volcà Alcedo va sorgir del mar fa aproximadament 313.000 anys. És l'únic volcà de les Galápagos que ha fet erupcions de lava riolita i basàltica. El cim s'eleva fins als 1.130 msnm i presenta una gran caldera, dins la qual hi ha un sistema hidrotermal actiu. La remota ubicació del volcà ha fet que fins i tot l'erupció més recent del 1993 no es registrés fins dos anys després.

## Fauna
En un estudi de l'any 2003 de l'espècie de tortuga de les Galápagos a l'Alcedo, Chelonoidis vandenburghi, es va demostrar que la diversitat genètica era molt inferior a la que s'esperaria en una població de la seva mida, actualment estimada en uns 4.000 exemplars. Es creu que aquesta baixa diversitat és causada per una reducció massiva de la població fa aproximadament 100.000 anys causada per una gran erupció del volcà Alcedo.
Durant molts anys es va creure que la població de cabres salvatges que vivien al sud de l'illa no podrien creuar l'istme de Perry, un camp de lava de 12 km d'amplada. Tanmateix, a principis dels anys setanta es va detectar que l'havien creuat i el 1998 es calculava que la població era d'entre 75.000 i 125.000 cabres. Les cabres eren perjudicials per a les tortugues autòctones, perquè es menjaven les plantes que eren la font d'aliment per a elles. S'inicià un projecte per a la seva erradicació que es va completar l'any 2006 amb l'eliminació de totes les cabres del nord de l'illa Isabela. Això ha comportat una ràpida recuperació de la vegetació.